# Baldriga baleàrica
La baldriga balear, baldriga pufí baleàrica o virot petit (Puffinus yelkouan mauretanicus) és una subespècie d'ocell de la família Procellariidae, endèmica de les Balears.
És anomenada baldritja, baldritxa, virotell, virot petit a Mallorca i Menorca, virot o virotja a les Pitiüses. També rep els noms de culet, petita, capellà i guai-guai. A Formentera, ha donat el verb «virotar» per a indicar la caça tradicional de virots. La varietat de noms no s'ha de confondre amb la baldriga cendrosa (Calonectris diomedea) anomenada virot o virot gros a Mallorca.
Les mides d'un exemplar adult són:
- Llargada: 30-38 cm.
- Envergadura: 76-89 cm.
- Pes: 500 g.

Actualment es troba en perill d'extinció.